# Латос, Деннис
Диони́сиос «Де́ннис» Ла́тос (англ. Dionysios «Dennis» Latos; род. 11 марта 1992, Флашинг, Куинс, Нью-Йорк, США) — греко-американский кинорежиссёр, кинопродюсер и монтажёр. Работает в команде с кинематографистом Скоттом Ахарони. Их наиболее известной работой является отмеченный несколькими наградами короткометражный фильм «Бардо» (2016), который был показан в Греции, Лондоне, Мадриде, Австралии, США и на Кипре.

## Биография

### Ранние годы
Родился во Флашинге в греческой семье. Родители его отца Питера (1965—2013) были людьми среднего класса, иммигрировавшими в США с Кефалонии (Ионические острова, Греция). Питер Латос родился в Бронксе, вырос в греческой общине Астории (Куинс), был адвокатом и владел юридической фирмой «Latos & Latos». Мать Денниса, Джули, бывшая флористка, родом из Стамбула (Турция).
С детских лет начал увлекаться кино.
Посещал среднюю школу Святой Марии в Манхассете (Нью-Йорк). В свой выпускной год был принят для участия в Летней программе Школы искусств имени Тиша (Нью-Йоркский университет) в Дублине (Ирландия, 2008—2009).
По окончании средней школы поступил в Колледж Эмерсон (Бостон, Массачусетс), который, однако, оставил после того, как у его 44-летнего отца была диагностирована высокоагрессивная 4-я стадия рака предстательной железы. Деннис вернулся в Нью-Йорк и поступил в Университет имени Хофстры, где продолжил изучать киноведение, став одним из лучших студентов (2010—2014).
Работал помощником редактора и продюсера музыкальных видеоклипов для таких рэперов как Fabolous, Red Café, Jadakiss, Young Jeezy и Machine Gun Kelly, после чего создал свою собственную продюсерскую компанию «Latos Entertainment».
В 2013 году Латос работал над своим первым серьёзным музыкальным видеоклипом к песне «Three Kings», вошедшей в дебютный мини-альбом «The Trinity» хип-хоп-группы «The Lox», в состав которой входят Восточные рэперы Jadakiss, Styles P и Sheek Louch.
29 июня 2013 года от рака простаты в возрасте 48 лет умер отец Латоса. Вскоре после этого Деннис и его брат Ставрос создали «Фонд борьбы с раком простаты имени Питера Латоса» (англ. The Peter Latos Prostate Cancer Foundation, сокр. PLPCF) в память о своём отце. Миссия фонда состоит в спасении жизни людей путём раннего выявления и предоставления возможности прохождения скрининга рака простаты, а также анализа крови на уровень ПСА для тех, кто в этом нуждается. Фонд также занимается повышением осведомлённости населения о раке предстательной железы посредством образования и предоставления соответствующей информации.

### Карьера
В конце 2014 года Латос проходил практику в киностудии «Kaufman Astoria Studios» с голливудским продюсером и актёром Майклом Тадроссом, известным по фильмам «Поездка в Америку» (1988), «Крепкий орешек 3: Возмездие» (1995), «Афера Томаса Крауна» (1999), «Роллербол» (2002), «Правила съёма: Метод Хитча» (2005), «Я — легенда» (2007), «Шерлок Холмс» (2009), «Охотники на гангстеров» (2013), «Любовь сквозь время» (2014) и «Восемь подруг мисс Оушен» (2018). Латос работал в производственном отделе и помощником продюсера на съёмочной площадке фильма Тадросса «Ночной беглец» (2015) с Лиамом Нисоном, Юэльем Киннаманом и Эдом Харрисом в главных ролях.
Летом 2015 года Латос встретился со своим давним школьным другом Скоттом Ахарони, также кинематографистом. Молодые люди создали продюсерскую компанию «DUO Entertainment», а позднее познакомились со сценаристом Артуром Панояном.
Любимым кинорежиссёром Латоса является Майкл Бэй.
Владеет греческим и испанским языками.

## Фильмография
| Год  | Название                | Режиссёр(ы)                 | Продюсер(ы)                 | Сценарист(ы)      |
| ---- | ----------------------- | --------------------------- | --------------------------- | ----------------- |
| 2016 | Бардо                   | Скотт Ахарони, Деннис Латос | Скотт Ахарони, Деннис Латос | Петрос Георгиадис |
| 2017 | Несвоевременный подарок | Скотт Ахарони, Деннис Латос | Скотт Ахарони, Деннис Латос | Артур Паноян      |
| TBA  | Against the Cage        | Скотт Ахарони, Деннис Латос | Скотт Ахарони, Деннис Латос | Артур Паноян      |

## Награды и номинации

### Награды на кинофестивалях
| Год  | Награда                                      | Кинофестиваль                                   | Номинированная работа | Результат |
| ---- | -------------------------------------------- | ----------------------------------------------- | --------------------- | --------- |
| 2017 | Best Independent Spirit (со Скоттом Ахарони) | Sedona International Film Festival              | Bardo                 | Победа    |
| 2017 | Grand Jury Prize (со Скоттом Ахарони)        | Snowtown Film Festival                          | Bardo                 | Победа    |
| 2017 | Audience Choice Award (со Скоттом Ахарони)   | Downtown Urban Arts International Film Festival | Bardo                 | Победа    |
| 2017 | Best In Show (со Скоттом Ахарони)            | 20th Annual Hofstra Film Festival               | Bardo                 | Победа    |
| 2017 | Best Director (со Скоттом Ахарони)           | 20th Annual Hofstra Film Festival               | Bardo                 | Победа    |
| 2017 | Best Editor (со Скоттом Ахарони)             | 20th Annual Hofstra Film Festival               | Bardo                 | Победа    |
| 2017 | Best Producer (со Скоттом Ахарони)           | 20th Annual Hofstra Film Festival               | Bardo                 | Победа    |
| 2017 | Golden Lion (со Скоттом Ахарони)             | 20th Annual Hofstra Film Festival               | Bardo                 | Победа    |
| 2017 | Best Director (со Скоттом Ахарони)           | Madrid International Film Festival              | Bardo                 | Номинация |
| 2017 | Best Editor (со Скоттом Ахарони)             | Madrid International Film Festival              | Bardo                 | Номинация |
| 2017 | Best Short Film (со Скоттом Ахарони)         | LA Cinefest                                     | Bardo                 | Номинация |
| 2017 | Best Short (со Скоттом Ахарони)              | Golden Door International Film Festival         | Bardo                 | Номинация |

### Официальный отбор на кинофестивалях
| Год  | Кинофестиваль                               | Работа |
| ---- | ------------------------------------------- | ------ |
| 2017 | Soho International Film Festival            | Bardo  |
| 2017 | Southern City Film Festival                 | Bardo  |
| 2017 | NYC Independent Film Festival               | Bardo  |
| 2017 | NewFilmmakers New York                      | Bardo  |
| 2017 | New York City Greek Film Festival           | Bardo  |
| 2016 | Fort Lauderdale International Film Festival | Bardo  |
| 2016 | Cyprus International Film Festival          | Bardo  |
| 2016 | Big Apple Film Festival                     | Bardo  |
| 2016 | London Lift-Off Film Festival               | Bardo  |
| 2016 | Sydney Lift-Off Film Festival               | Bardo  |
| 2016 | Bridges International Film Festival         | Bardo  |